# Ispaão (província)
Ispaã (português europeu) ou Ispaã (português brasileiro) ou Isfaão (português europeu) ou Isfaã (português brasileiro) (em persa: اصفهان; romaniz.: Eṣfahān ou Isfahan) é uma província do Irã sediada em Ispaão. Tem 107 018 quilômetros quadrados e de acordo com o censo de 2019, havia 5 292 000 residentes. Se divide em 24 condados.